# NGC 4534
NGC 4534 (również PGC 41779 lub UGC 7723) – galaktyka spiralna (Sd), znajdująca się w gwiazdozbiorze Psów Gończych. Odkrył ją William Herschel 1 maja 1785 roku.